# Kanada i olympiska sommarspelen 2016
Kanada deltog med 314 deltagare vid de olympiska sommarspelen 2016 i Rio de Janeiro. Totalt tog truppen 22 medaljer varav fyra guld.

## Medaljörer
| Medalj | Namn | Sport     | Gren                              | Datum           |
| ------ | --- | --------- | --------------------------------- | --------------- |
| Guld   | Penny Oleksiak | Simning   | Damernas 100 m frisim             | 11 augusti 2016 |
| Guld   | Rosie MacLennan | Gymnastik | Damernas trampolin                | 12 augusti 2016 |
| Guld   | Derek Drouin | Friidrott | Herrarnas höjdhopp                | 16 augusti 2016 |
| Guld   | Erica Wiebe | Brottning | Damernas fristil, 75 kg           | 18 augusti 2016 |
| Silver | Penny Oleksiak | Simning   | Damernas 100 m fjärilsim          | 7 augusti 2016  |
| Silver | Lindsay Jennerich Patricia Obee | Rodd      | Damernas lättvikts-dubbelsculler  | 12 augusti 2016 |
| Silver | Andre De Grasse | Friidrott | Herrarnas 200 m                   | 18 augusti 2016 |
| Brons  | Sandrine Mainville Penny Oleksiak Chantal van Landeghem Michelle Williams Taylor Ruck | Simning   | Damernas 4 × 100 m frisim stafett | 6 augusti 2016  |
| Brons  | Kanadas damlandslag i sjumannarugby Brittany Benn Hannah Darling Bianca Farella Jen Kish Ghislaine Landry Megan Lukan Kayla Moleschi Karen Paquin Kelly Russell Ashley Steacy Natasha Watcham-Roy Charity Williams | Rugby     | Damernas turnering                | 8 augusti 2016  |
| Brons  | Kylie Masse | Simning   | Damernas 100 m ryggsim            | 8 augusti 2016  |
| Brons  | Meaghan Benfeito Roseline Filion | Simhopp   | Damernas parhoppning 10 m         | 9 augusti 2016  |
| Brons  | Katerine Savard Penny Oleksiak Emily Overholt Brittany MacLean Taylor Ruck Kennedy Goss | Simning   | Damernas 4 × 200 m frisim stafett | 10 augusti 2016 |
| Brons  | Hilary Caldwell | Simning   | Damernas 200 m ryggsim            | 12 augusti 2016 |
| Brons  | Allison Beveridge Laura Brown Jasmin Glaesser Kirsti Lay Georgia Simmerling | Cykling   | Damernas lagförföljelse           | 13 augusti 2016 |
| Brons  | Brianne Theisen-Eaton | Friidrott | Damernas sjukamp                  | 13 augusti 2016 |
| Brons  | Andre De Grasse | Friidrott | Herrarnas 100 m                   | 14 augusti 2016 |
| Brons  | Meaghan Benfeito | Simhopp   | Damernas 10 m                     | 18 augusti 2016 |
| Brons  | Damian Warner | Friidrott | Herrarnas tiokamp                 | 18 augusti 2016 |
| Brons  | Kanadas damlandslag i fotboll Janine Beckie Josée Bélanger Kadeisha Buchanan Allysha Chapman Sabrina D'Angelo Jessie Fleming Stephanie Labbé Ashley Lawrence Diana Matheson Nichelle Prince Rebecca Quinn Deanne Rose Sophie Schmidt Desiree Scott Christine Sinclair Melissa Tancredi Rhian Wilkinson Shelina Zadorsky | Fotboll   | Damernas turnering                | 19 augusti 2016 |
| Brons  | Eric Lamaze | Ridsport  | Individuell hoppning              | 19 augusti 2016 |
| Brons  | Aaron Brown Andre De Grasse Akeem Haynes Brendon Rodney Mobolade Ajomale | Friidrott | Herrarnas 4 × 100 meter stafett   | 19 augusti 2016 |
| Brons  | Catharine Pendrel | Cykling   | Damernas mountainbike             | 20 augusti 2016 |

## Badminton
| Spelare        | Gren       | Grupp                         | Grupp                                | Grupp     | Eliminering       | Kvartsfinal       | Semifinal         | Final / BM        | Final / BM       |
| Spelare        | Gren       | Motståndare Poäng             | Motståndare Poäng                    | Placering | Motståndare Poäng | Motståndare Poäng | Motståndare Poäng | Motståndare Poäng | Placering        |
| -------------- | ---------- | ----------------------------- | ------------------------------------ | --------- | ----------------- | ----------------- | ----------------- | ----------------- | ---------------- |
| Martin Giuffre | Herrsingel | Ng K L (HKG) L (11–21, 14–21) | Martins (POR) W (14–21, 24–22, 21–6) | 2         | Gick inte vidare  | Gick inte vidare  | Gick inte vidare  | Gick inte vidare  | Gick inte vidare |
| Michelle Li    | Damsingel  | Sárosi (HUN) W (21–11, 21–8)  | Sindhu (IND) L (21–19, 15–21, 17–21) | 2         | Gick inte vidare  | Gick inte vidare  | Gick inte vidare  | Gick inte vidare  | Gick inte vidare |

## Basket

### Damernas turnering
Spelartrupp
Gruppspel
| Nation  | S | V | F | GM  | IM  | P  |
| ------- | - | - | - | --- | --- | -- |
| USA     | 5 | 5 | 0 | 520 | 316 | 10 |
| Spanien | 5 | 4 | 1 | 387 | 333 | 9  |
| Kanada  | 5 | 3 | 2 | 340 | 347 | 8  |
| Serbien | 5 | 2 | 3 | 385 | 406 | 7  |
| Kina    | 5 | 1 | 4 | 371 | 428 | 6  |
| Senegal | 5 | 0 | 5 | 309 | 482 | 5  |

|  | 6 augusti | Kina | 68 – 90 | Kanada | Arena da Juventude, Rio de Janeiro |  |
|  |           |      | Rapport |        |                                    |  |
|  |           |      |         |        |                                    |  |
|  |           |      |         |        |                                    |  |

|  | 8 augusti | Kanada | 71 – 67 | Serbien | Arena da Juventude, Rio de Janeiro |  |
|  |           |        | Rapport |         |                                    |  |
|  |           |        |         |         |                                    |  |
|  |           |        |         |         |                                    |  |

|  | 10 augusti | Senegal | 58 – 68 | Kanada | Arena da Juventude, Rio de Janeiro |  |
|  |            |         | Rapport |        |                                    |  |
|  |            |         |         |        |                                    |  |
|  |            |         |         |        |                                    |  |

|  | 12 augusti | Kanada | 51 – 81 | USA | Arena da Juventude, Rio de Janeiro |  |
|  |            |        | Rapport |     |                                    |  |
|  |            |        |         |     |                                    |  |
|  |            |        |         |     |                                    |  |

|  | 14 augusti | Spanien | 73 – 60 | Kanada | Arena da Juventude, Rio de Janeiro |  |
|  |            |         | Rapport |        |                                    |  |
|  |            |         |         |        |                                    |  |
|  |            |         |         |        |                                    |  |

Kvartsfinal
|  | 16 augusti | Frankrike | 68 – 63 | Kanada | Carioca Arena 1, Rio de Janeiro |  |
|  |            |           | Rapport |        |                                 |  |
|  |            |           |         |        |                                 |  |
|  |            |           |         |        |                                 |  |

## Bordtennis
| Spelare     | Gren       | Inledande omgång     | Omgång 1             | Omgång 2             | Omgång 3             | Åttondelsfinal       | Kvartsfinal          | Semifinal            | Final / BM           | Final / BM       |
| Spelare     | Gren       | Motståndare Resultat | Motståndare Resultat | Motståndare Resultat | Motståndare Resultat | Motståndare Resultat | Motståndare Resultat | Motståndare Resultat | Motståndare Resultat | Placering        |
| ----------- | ---------- | -------------------- | -------------------- | -------------------- | -------------------- | -------------------- | -------------------- | -------------------- | -------------------- | ---------------- |
| Eugene Wang | Herrsingel | Bye                  | Campos (CUB) W 4–2   | Li (TUR) W 4–0       | Wong C T (HKG) L 4–0 | Gick inte vidare     | Gick inte vidare     | Gick inte vidare     | Gick inte vidare     | Gick inte vidare |
| Zhang Mo    | Damsingel  | Bye                  | Matelová (CZE) W 4–3 | Pota (HUN) L 4–1     | Gick inte vidare     | Gick inte vidare     | Gick inte vidare     | Gick inte vidare     | Gick inte vidare     | Gick inte vidare |

## Boxning
| Boxare             | Gren                      | Omgång 1              | Omgång 2                | Kvartsfinal          | Semifinal            | Final                | Final            |
| Boxare             | Gren                      | Motståndare Resultat  | Motståndare Resultat    | Motståndare Resultat | Motståndare Resultat | Motståndare Resultat | Placering        |
| ------------------ | ------------------------- | --------------------- | ----------------------- | -------------------- | -------------------- | -------------------- | ---------------- |
| Arthur Biyarslanov | Herrarnas lätt weltervikt | Al-Kasbeh (JOR) W 3–0 | Harutjunjan (GER) L 0–2 | Gick inte vidare     | Gick inte vidare     | Gick inte vidare     | Gick inte vidare |
| Mandy Bujold       | Damernas flugvikt         | i.u.                  | Mirzaeva (UZB) W 3–0    | Ren Cc (CHN) L 0–3   | Gick inte vidare     | Gick inte vidare     | Gick inte vidare |
| Ariane Fortin      | Damernas mellanvikt       | i.u.                  | Sjakimova (KAZ) L 1–2   | Gick inte vidare     | Gick inte vidare     | Gick inte vidare     | Gick inte vidare |

## Brottning
Förkortningar:
- VT – Vinst genom fall.
- PP – Beslut efter poäng – förloraren fick tekniska poäng.
- PO – Beslut efter poäng – förloraren fick inte tekniska poäng.
- ST – Teknisk överlägsenhet – förloraren utan tekniska poäng och en marginal med minst 8 (grekisk-romersk stil) eller 10 (fristil) poäng.

Herrar, fristil
| Brottare       | Gren                 | Kvalomgång             | Omgång 1             | Kvartsfinal          | Semifinal            | Återkval 1             | Återkval 2                  | Final / BM           | Final / BM |
| Brottare       | Gren                 | Motståndare Resultat   | Motståndare Resultat | Motståndare Resultat | Motståndare Resultat | Motståndare Resultat   | Motståndare Resultat        | Motståndare Resultat | Placering  |
| -------------- | -------------------- | ---------------------- | -------------------- | -------------------- | -------------------- | ---------------------- | --------------------------- | -------------------- | ---------- |
| Haislan Garcia | Weltervikt -65kg     | Ramonov (RUS) L 1–7 PP | Gick inte vidare     | Gick inte vidare     | Gick inte vidare     | Valdés (CUB) W 3+–3 PP | Mandakhnaran (MGL) L 0–3 PO | Gick inte vidare     | 11         |
| Korey Jarvis   | Supertungvikt -125kg | Ghasemi (IRI) L 2–5 PP | Gick inte vidare     | Gick inte vidare     | Gick inte vidare     | Kamal (EGY) W 7–0 PO   | Petriasjvili (GEO) L 2–9 PP | Gick inte vidare     | 8          |

Damer, fristil
| Brottare         | Gren                | Kvalomgång               | Omgång 1                  | Kvartsfinal             | Semifinal                | Återkval 1           | Återkval 2           | Final / BM               | Final / BM |
| Brottare         | Gren                | Motståndare Resultat     | Motståndare Resultat      | Motståndare Resultat    | Motståndare Resultat     | Motståndare Resultat | Motståndare Resultat | Motståndare Resultat     | Placering  |
| ---------------- | ------------------- | ------------------------ | ------------------------- | ----------------------- | ------------------------ | -------------------- | -------------------- | ------------------------ | ---------- |
| Jasmine Mian     | Flugvikt -48kg      | Bye                      | Sun Yn (CHN) L 4–14 SP    | Gick inte vidare        | Gick inte vidare         | Gick inte vidare     | Gick inte vidare     | Gick inte vidare         | 12         |
| Jillian Gallays  | Fjädervikt -53kg    | Jong M-s (PRK) L 0–11 ST | Gick inte vidare          | Gick inte vidare        | Gick inte vidare         | Gick inte vidare     | Gick inte vidare     | Gick inte vidare         | 19         |
| Michelle Fazzari | Lättvikt -58kg      | Bye                      | Yeşilırmak (TUR) L 1–3 PP | Gick inte vidare        | Gick inte vidare         | Gick inte vidare     | Gick inte vidare     | Gick inte vidare         | 17         |
| Danielle Lappage | Mellanvikt -63kg    | Tkatj (UKR) L 0–2r VB    | Gick inte vidare          | Gick inte vidare        | Gick inte vidare         | Gick inte vidare     | Gick inte vidare     | Gick inte vidare         | 15         |
| Dorothy Yeats    | Lätt tungvikt -69kg | Bye                      | Rueben (NGR) W 11–1 SP    | Dosho (JPN) L 2–7 PP    | Gick inte vidare         | Bye                  | Tosun (TUR) W 3–2 PP | Fransson (SWE) L 1–2 PP  | 5          |
| Erica Wiebe      | Tungvikt -75kg      | Bye                      | Selmaier (GER) W 5–0 PO   | Zhang Fl (CHN) W 5–2 PP | Marzaliuk (BLR) W 3–0 PO | Bye                  | Bye                  | Manjurova (KAZ) W 6–0 PP | 1          |

## Bågskytte
| Bågskytt                | Gren                           | Rankningsomgång | Rankningsomgång | Omgång 1             | Omgång 2            | Omgång 3          | Kvartsfinal       | Semifinal         | Final / BM        | Final / BM       |
| Bågskytt                | Gren                           | Poäng           | Seed            | Motståndare Poäng    | Motståndare Poäng   | Motståndare Poäng | Motståndare Poäng | Motståndare Poäng | Motståndare Poäng | Placering        |
| ----------------------- | ------------------------------ | --------------- | --------------- | -------------------- | ------------------- | ----------------- | ----------------- | ----------------- | ----------------- | ---------------- |
| Crispin Duenas          | Herrarnas individuella tävling | 669             | 18              | Galiazzo (ITA) W 6–5 | Garrett (USA) L 3–7 | Gick inte vidare  | Gick inte vidare  | Gick inte vidare  | Gick inte vidare  | Gick inte vidare |
| Georcy-Stéphanie Picard | Damernas individuella tävling  | 585             | 61              | Tan Y-t (TPE) L 1–7  | Gick inte vidare    | Gick inte vidare  | Gick inte vidare  | Gick inte vidare  | Gick inte vidare  | Gick inte vidare |

## Cykling

### Landsväg
Herrar
| Idrottare        | Gren                | Tid             | Placering       |
| ---------------- | ------------------- | --------------- | --------------- |
| Antoine Duchesne | Herrarnas linjelopp | Fullföljde inte | Fullföljde inte |
| Hugo Houle       | Herrarnas linjelopp | Fullföljde inte | Fullföljde inte |
| Hugo Houle       | Herrarnas tempolopp | 1:17:02,04      | 21              |
| Michael Woods    | Herrarnas linjelopp | 6:30:05         | 55              |

Damer
| Idrottare        | Gren               | Tid             | Placering       |
| ---------------- | ------------------ | --------------- | --------------- |
| Karol-Ann Canuel | Damernas linjelopp | 3:56:34         | 25              |
| Karol-Ann Canuel | Damernas tempolopp | 46:30,93        | 13              |
| Leah Kirchmann   | Damernas linjelopp | 4:01:29         | 38              |
| Tara Whitten     | Damernas linjelopp | Fullföljde inte | Fullföljde inte |
| Tara Whitten     | Damernas tempolopp | 45:01,16        | 7               |

### Mountainbike
| Idrottare         | Gren                   | Tid          | Placering |
| ----------------- | ---------------------- | ------------ | --------- |
| Léandre Bouchard  | Herrarnas mountainbike | 1:42:43      | 27        |
| Raphaël Gagné     | Herrarnas mountainbike | LAP (2 varv) | 43        |
| Emily Batty       | Damernas mountainbike  | 1:31:43      | 4         |
| Catharine Pendrel | Damernas mountainbike  | 1:31:41      | 3         |

### Bana
Sprint
| Cyklist          | Gren            | Kval                 | Kval      | Omgång 1                         | Återkval 1                       | Omgång 2                         | Återkval 2                       | Kvartsfinal                      | Semifinal                        | Final                            | Final            |
| Cyklist          | Gren            | Tid Hastighet (km/h) | Placering | Motståndare Tid Hastighet (km/h) | Motståndare Tid Hastighet (km/h) | Motståndare Tid Hastighet (km/h) | Motståndare Tid Hastighet (km/h) | Motståndare Tid Hastighet (km/h) | Motståndare Tid Hastighet (km/h) | Motståndare Tid Hastighet (km/h) | Placering        |
| ---------------- | --------------- | -------------------- | --------- | -------------------------------- | -------------------------------- | -------------------------------- | -------------------------------- | -------------------------------- | -------------------------------- | -------------------------------- | ---------------- |
| Kate O'Brien     | Damernas sprint | 11,020 65,335        | 12 Q      | Hansen (NZL) L                   | Sullivan (CAN) Welte (GER) L     | Gick inte vidare                 | Gick inte vidare                 | Gick inte vidare                 | Gick inte vidare                 | Gick inte vidare                 | Gick inte vidare |
| Monique Sullivan | Damernas sprint | 11,143 64,614        | 17 Q      | Marchant (GBR) L                 | O'Brien (CAN) Welte (GER) L      | Gick inte vidare                 | Gick inte vidare                 | Gick inte vidare                 | Gick inte vidare                 | Gick inte vidare                 | Gick inte vidare |

Lagsprint
| Cyklist                       | Gren               | Kval                 | Kval      | Semifinal                        | Semifinal | Final                            | Final            |
| Cyklist                       | Gren               | Tid Hastighet (km/h) | Placering | Motståndare Tid Hastighet (km/h) | Placering | Motståndare Tid Hastighet (km/h) | Placering        |
| ----------------------------- | ------------------ | -------------------- | --------- | -------------------------------- | --------- | -------------------------------- | ---------------- |
| Kate O'Brien Monique Sullivan | Damernas lagsprint | 33,735 53,357        | 7 Q       | Ryssland L 33,684 53,437         | 7         | Gick inte vidare                 | Gick inte vidare |

Förföljelse
| Cyklist                                                                     | Gren                    | Kval     | Kval      | Semifinal                  | Semifinal | Final                   | Final     |
| Cyklist                                                                     | Gren                    | Tid      | Placering | Motståndare Resultat       | Placering | Motståndare Resultat    | Placering |
| --------------------------------------------------------------------------- | ----------------------- | -------- | --------- | -------------------------- | --------- | ----------------------- | --------- |
| Allison Beveridge Jasmin Glaesser Kirsti Lay Georgia Simmerling Laura Brown | Damernas lagförföljelse | 4:19,599 | 4 Q       | Storbritannien 4:15,636 NR | 3         | Nya Zeeland 4:14,627 NR | 3         |

Keirin
| Cyklist          | Gren             | 1:a omgången | Återkval  | 2:a omgången     | Final            |
| Cyklist          | Gren             | Placering    | Placering | Placering        | Placering        |
| ---------------- | ---------------- | ------------ | --------- | ---------------- | ---------------- |
| Hugo Barrette    | Herrarnas keirin | 4 R          | 2         | Gick inte vidare | Gick inte vidare |
| Kate O'Brien     | Damernas keirin  | 6 R          | 2         | Gick inte vidare | Gick inte vidare |
| Monique Sullivan | Damernas keirin  | 6 R          | 5         | Gick inte vidare | Gick inte vidare |

Omnium
| Cyklist           | Gren            | Scratch-lopp | Scratch-lopp | Individuell förföljelse | Individuell förföljelse | Individuell förföljelse | Utslagslopp | Utslagslopp | Tempolopp | Tempolopp | Tempolopp | Flygande varv | Flygande varv | Flygande varv | Poänglopp | Poänglopp | Totalpoäng | Placering |
| Cyklist           | Gren            | Placering    | Poäng        | Tid                     | Placering               | Poäng                   | Placering   | Poäng       | Tid       | Placering | Poäng     | Tid           | Placering     | Poäng         | Poäng     | Placering | Totalpoäng | Placering |
| ----------------- | --------------- | ------------ | ------------ | ----------------------- | ----------------------- | ----------------------- | ----------- | ----------- | --------- | --------- | --------- | ------------- | ------------- | ------------- | --------- | --------- | ---------- | --------- |
| Allison Beveridge | Damernas omnium | 15           | 14           | 3:36,938                | 9                       | 24                      | 14          | 12          | 36,247    | 9         | 24        | 14,140        | 6             | 30            | 0         | 17        | 168        | 11        |

### BMX
| Cyklist     | Gren          | Seeding  | Seeding   | Kvartsfinal | Kvartsfinal | Semifinal | Semifinal | Final    | Final     |
| Cyklist     | Gren          | Resultat | Placering | Poäng       | Placering   | Poäng     | Placering | Resultat | Placering |
| ----------- | ------------- | -------- | --------- | ----------- | ----------- | --------- | --------- | -------- | --------- |
| Tory Nyhaug | Herrarnas BMX | 35,422   | 18        | 4           | 1 Q         | 12        | 4 Q       | 35,657   | 5         |

## Fotboll

### Damernas turnering
Spelartrupp
Förbundskapten: John Herdman
| Nr | Pos. | Namn               | Födelsedatum (ålder)     | Matcher | Mål |          | Klubb                                 |
| -- | ---- | ------------------ | ------------------------ | ------- | --- | -------- | ------------------------------------- |
| 1  | MV   | Stephanie Labbé    | 10 oktober 1986 (29 år)  | 34      | 0   | USA      | Washington Spirit                     |
| 2  | F    | Allysha Chapman    | 25 januari 1989 (27 år)  | 32      | 1   | USA      | Houston Dash                          |
| 3  | F    | Kadeisha Buchanan  | 5 november 1995 (20 år)  | 60      | 3   | USA      | West Virginia University              |
| 4  | F    | Shelina Zadorsky   | 24 augusti 1992 (23 år)  | 20      | 3   | USA      | Washington Spirit                     |
| 5  | MF   | Rebecca Quinn      | 11 augusti 1995 (20 år)  | 25      | 3   | USA      | Duke University                       |
| 6  | A    | Deanne Rose        | 3 mars 1999 (17 år)      | 12      | 3   | Kanada   | Scarborough GS United                 |
| 7  | F    | Rhian Wilkinson    | 12 maj 1982 (34 år)      | 175     | 7   |          | Klubblös                              |
| 8  | MF   | Diana Matheson     | 6 april 1984 (32 år)     | 183     | 17  | USA      | Washington Spirit                     |
| 9  | F    | Josée Bélanger     | 14 maj 1986 (30 år)      | 50      | 7   | USA      | Orlando Pride                         |
| 10 | F    | Ashley Lawrence    | 11 juni 1995 (21 år)     | 42      | 4   | USA      | West Virginia University              |
| 11 | MF   | Desiree Scott      | 31 juli 1987 (29 år)     | 110     | 0   | USA      | FC Kansas City                        |
| 12 | A    | Christine Sinclair | 12 juni 1983 (33 år)     | 243     | 162 | USA      | Portland Thorns                       |
| 13 | MF   | Sophie Schmidt     | 28 juni 1988 (28 år)     | 149     | 16  | Tyskland | 1. FFC Frankfurt                      |
| 14 | A    | Melissa Tancredi   | 27 december 1981 (34 år) | 118     | 25  | Sverige  | KIF Örebro                            |
| 15 | A    | Nichelle Prince    | 19 februari 1995 (21 år) | 16      | 6   | USA      | Ohio State University                 |
| 16 | A    | Janine Beckie      | 20 augusti 1994 (21 år)  | 23      | 10  | USA      | Houston Dash                          |
| 17 | MF   | Jessie Fleming     | 11 mars 1998 (18 år)     | 33      | 3   | USA      | University of California, Los Angeles |
| 18 | MV   | Sabrina D'Angelo   | 11 maj 1993 (23 år)      | 2       | 0   | USA      | Western New York Flash                |

Gruppspel
| Nr | Lag        | S | V | O | F | GM | IM | MS  | P |
| -- | ---------- | - | - | - | - | -- | -- | --- | - |
| 1  | Kanada     | 3 | 3 | 0 | 0 | 7  | 2  | +5  | 9 |
| 2  | Tyskland   | 3 | 1 | 1 | 1 | 9  | 5  | +4  | 4 |
| 3  | Australien | 3 | 1 | 1 | 1 | 8  | 5  | +3  | 4 |
| 4  | Zimbabwe   | 3 | 0 | 0 | 3 | 3  | 15 | −12 | 0 |

|  | 3 augusti, 15:00 UTC−3 | Kanada | 2 – 0 | Australien | Arena Corinthians, São Paulo |  |
|  |                        |        |       |            |                              |  |
|  |                        |        |       |            |                              |  |
|  |                        |        |       |            |                              |  |

|  | 6 augusti, 15:00 UTC−3 | Kanada | 3 – 1 | Zimbabwe | Arena Corinthians, São Paulo |  |
|  |                        |        |       |          |                              |  |
|  |                        |        |       |          |                              |  |
|  |                        |        |       |          |                              |  |

|  | 9 augusti, 16:00 UTC−3 | Tyskland | 1 – 2 | Kanada | Estádio Nacional Mané Garrincha, Brasília |  |
|  |                        |          |       |        |                                           |  |
|  |                        |          |       |        |                                           |  |
|  |                        |          |       |        |                                           |  |

Kvartsfinal
|  | 12 augusti, 19:00 UTC−3 | Kanada | 1 – 0 | Frankrike | Arena Corinthians, São Paulo |  |
|  |                         |        |       |           |                              |  |
|  |                         |        |       |           |                              |  |
|  |                         |        |       |           |                              |  |

Semifinal
|  | 16 augusti, 16:00 UTC−3 | Kanada | 0 – 2 | Tyskland | Estádio Governador Magalhães Pinto, Belo Horizonte |  |
|  |                         |        |       |          |                                                    |  |
|  |                         |        |       |          |                                                    |  |
|  |                         |        |       |          |                                                    |  |

Bronsmatch
|  | 19 augusti, 13:00 UTC−3 | Brasilien | 1 – 2 | Kanada | Arena Corinthians, São Paulo |  |
|  |                         |           |       |        |                              |  |
|  |                         |           |       |        |                              |  |
|  |                         |           |       |        |                              |  |

## Friidrott
Förkortningar
- Notera– Placeringar avser endast det specifika heatet.
- Q = Tog sig vidare till nästa omgång
- q = Tog sig vidare till nästa omgång som den snabbaste förloraren eller, i fältgrenarna, genom placering utan att nå kvalgränsen
- NR = Nationellt rekord
- N/A = Omgången fanns inte i grenen
- Bye = Idrottaren behövde inte tävla i omgången

Herrar
Bana och väg
| Idrottare                                                                | Gren                          | Heat     | Heat      | Kvartsfinal | Kvartsfinal | Semifinal        | Semifinal        | Final            | Final            |
| Idrottare                                                                | Gren                          | Resultat | Placering | Resultat    | Placering   | Resultat         | Placering        | Resultat         | Placering        |
| ------------------------------------------------------------------------ | ----------------------------- | -------- | --------- | ----------- | ----------- | ---------------- | ---------------- | ---------------- | ---------------- |
| Aaron Brown                                                              | Herrarnas 100 meter           | Bye      | Bye       | 10,24       | 3           | Gick inte vidare | Gick inte vidare | Gick inte vidare | Gick inte vidare |
| Andre De Grasse                                                          | Herrarnas 100 meter           | Bye      | Bye       | 10,04       | 1 Q         | 9,92             | 2 Q              | 9,91             | 3                |
| Akeem Haynes                                                             | Herrarnas 100 meter           | Bye      | Bye       | 10,22       | 6           | Gick inte vidare | Gick inte vidare | Gick inte vidare | Gick inte vidare |
| Aaron Brown                                                              | Herrarnas 200 meter           | 20,23    | 3 q       | i.u.        | i.u.        | 20,37            | 7                | Gick inte vidare | Gick inte vidare |
| Andre De Grasse                                                          | Herrarnas 200 meter           | 20,09    | 1 Q       | i.u.        | i.u.        | 19,80 NR         | 2 Q              | 20,02            | 2                |
| Brendon Rodney                                                           | Herrarnas 200 meter           | 20,34    | 3         | i.u.        | i.u.        | Gick inte vidare | Gick inte vidare | Gick inte vidare | Gick inte vidare |
| Brandon McBride                                                          | Herrarnas 800 meter           | 1:45,99  | 1 Q       | i.u.        | i.u.        | 1:45,41          | 6                | Gick inte vidare | Gick inte vidare |
| Anthony Romaniw                                                          | Herrarnas 800 meter           | 1:47,59  | 6         | i.u.        | i.u.        | Gick inte vidare | Gick inte vidare | Gick inte vidare | Gick inte vidare |
| Nathan Brannen                                                           | Herrarnas 1 500 meter         | 3:47,07  | 4 Q       | i.u.        | i.u.        | 3:40,20          | 7 q              | 3:51,45          | 10               |
| Charles Philibert-Thiboutot                                              | Herrarnas 1 500 meter         | 3:40,04  | 8 q       | i.u.        | i.u.        | 3:40,79          | 9                | Gick inte vidare | Gick inte vidare |
| Mohammed Ahmed                                                           | Herrarnas 5 000 meter         | 13:21,00 | 6 q       | i.u.        | i.u.        | i.u.             | i.u.             | 13:05,94         | 4                |
| Lucas Bruchet                                                            | Herrarnas 5 000 meter         | 14:02,02 | 19        | i.u.        | i.u.        | i.u.             | i.u.             | Gick inte vidare | Gick inte vidare |
| Mohammed Ahmed                                                           | Herrarnas 10 000 meter        | i.u.     | i.u.      | i.u.        | i.u.        | i.u.             | i.u.             | 29:32,84         | 32               |
| Johnathan Cabral                                                         | Herrarnas 110 meter häck      | 13,63    | 4 Q       | i.u.        | i.u.        | 13,41            | 4 q              | 13,41            | 6                |
| Sekou Kaba                                                               | Herrarnas 110 meter häck      | 13,70    | 8         | i.u.        | i.u.        | Gick inte vidare | Gick inte vidare | Gick inte vidare | Gick inte vidare |
| Matthew Hughes                                                           | Herrarnas 3 000 meter hinder  | 8:26,27  | 4 q       | i.u.        | i.u.        | i.u.             | i.u.             | 8:36,83          | 10               |
| Taylor Milne                                                             | Herrarnas 3 000 meter hinder  | 8:34,38  | 9         | i.u.        | i.u.        | i.u.             | i.u.             | Gick inte vidare | Gick inte vidare |
| Chris Winter                                                             | Herrarnas 3 000 meter hinder  | 8:33,95  | 10        | i.u.        | i.u.        | i.u.             | i.u.             | Gick inte vidare | Gick inte vidare |
| Aaron Brown Andre De Grasse Akeem Haynes Brendon Rodney Mobolade Ajomale | Herrarnas 4x100 meter stafett | i.u.     | i.u.      | 37,89       | 3 Q         | i.u.             | i.u.             | 37,64 NR         | 3                |
| Reid Coolsaet                                                            | Herrarnas maraton             | i.u.     | i.u.      | i.u.        | i.u.        | i.u.             | i.u.             | 2:14:58          | 23               |
| Eric Gillis                                                              | Herrarnas maraton             | i.u.     | i.u.      | i.u.        | i.u.        | i.u.             | i.u.             | 2:12:29          | 10               |
| Evan Dunfee                                                              | Herrarnas 20 km gång          | i.u.     | i.u.      | i.u.        | i.u.        | i.u.             | i.u.             | 1:20:49          | 10               |
| Inaki Gomez                                                              | Herrarnas 20 km gång          | i.u.     | i.u.      | i.u.        | i.u.        | i.u.             | i.u.             | 1:21:12          | 12               |
| Benjamin Thorne                                                          | Herrarnas 20 km gång          | i.u.     | i.u.      | i.u.        | i.u.        | i.u.             | i.u.             | 1:22:28          | 27               |
| Mathieu Bilodeau                                                         | Herrarnas 50 km gång          | i.u.     | i.u.      | i.u.        | i.u.        | i.u.             | i.u.             | Fullföljde inte  | Fullföljde inte  |
| Evan Dunfee                                                              | Herrarnas 50 km gång          | i.u.     | i.u.      | i.u.        | i.u.        | i.u.             | i.u.             | 3:41:38 NR       | 4                |

Fältgrenar
| Idrottare       | Gren                  | Kval    | Kval      | Final            | Final            |
| Idrottare       | Gren                  | Distans | Placering | Distans          | Placering        |
| --------------- | --------------------- | ------- | --------- | ---------------- | ---------------- |
| Derek Drouin    | Herrarnas höjdhopp    | 2,29    | =1 q      | 2,38             | 1                |
| Michael Mason   | Herrarnas höjdhopp    | 2,26    | =18       | Gick inte vidare | Gick inte vidare |
| Shawnacy Barber | Herrarnas stavhopp    | 5,70    | 7 q       | 5,50             | 10               |
| Tim Nedow       | Herrarnas kulstötning | 20,00   | 16        | Gick inte vidare | Gick inte vidare |

Kombinerade grenar – Herrarnas tiokamp
| Friidrottare  | Gren     | 100 m | LH   | KS    | HH   | 400 m | 110H  | DK    | SH   | SK    | 1500 m  | Final | Placering |
| ------------- | -------- | ----- | ---- | ----- | ---- | ----- | ----- | ----- | ---- | ----- | ------- | ----- | --------- |
| Damian Warner | Resultat | 10,30 | 7,67 | 13,66 | 2,04 | 47,35 | 13,58 | 44,93 | 4,70 | 63,19 | 4:24,90 | 8666  | 3         |
| Damian Warner | Poäng    | 1023  | 977  | 708   | 840  | 941   | 1029  | 765   | 819  | 786   | 778     | 8666  | 3         |

Damer
Bana och väg
| Idrottare                                                      | Gren                         | Heat       | Heat      | Kvartsfinal | Kvartsfinal | Semifinal        | Semifinal        | Final            | Final            |
| Idrottare                                                      | Gren                         | Resultat   | Placering | Resultat    | Placering   | Resultat         | Placering        | Resultat         | Placering        |
| -------------------------------------------------------------- | ---------------------------- | ---------- | --------- | ----------- | ----------- | ---------------- | ---------------- | ---------------- | ---------------- |
| Khamica Bingham                                                | Damernas 100 meter           | Bye        | Bye       | 11,41       | 3           | Gick inte vidare | Gick inte vidare | Gick inte vidare | Gick inte vidare |
| Crystal Emmanuel                                               | Damernas 100 meter           | Bye        | Bye       | 11,43       | 4           | Gick inte vidare | Gick inte vidare | Gick inte vidare | Gick inte vidare |
| Crystal Emmanuel                                               | Damernas 200 meter           | 22,80      | 3 Q       | i.u.        | i.u.        | 23,05            | 8                | Gick inte vidare | Gick inte vidare |
| Kimberly Hyacinthe                                             | Damernas 200 meter           | DNS        | DNS       | i.u.        | i.u.        | Gick inte vidare | Gick inte vidare | Gick inte vidare | Gick inte vidare |
| Alicia Brown                                                   | Damernas 400 meter           | 52,27      | 5         | i.u.        | i.u.        | Gick inte vidare | Gick inte vidare | Gick inte vidare | Gick inte vidare |
| Kendra Clarke                                                  | Damernas 400 meter           | 53,61      | 6         | i.u.        | i.u.        | Gick inte vidare | Gick inte vidare | Gick inte vidare | Gick inte vidare |
| Carline Muir                                                   | Damernas 400 meter           | 51,57      | 2 Q       | i.u.        | i.u.        | 51,11            | 5                | Gick inte vidare | Gick inte vidare |
| Melissa Bishop                                                 | Damernas 800 meter           | 1:58,38    | 1 Q       | i.u.        | i.u.        | 1:59,05          | 2 Q              | 1:57,02 NR       | 4                |
| Nicole Sifuentes                                               | Damernas 1 500 meter         | 4:07,43    | 7 q       | i.u.        | i.u.        | 4:08,53          | 7                | Gick inte vidare | Gick inte vidare |
| Gabriela Stafford                                              | Damernas 1 500 meter         | 4:09,45    | 9         | i.u.        | i.u.        | Gick inte vidare | Gick inte vidare | Gick inte vidare | Gick inte vidare |
| Hilary Stellingwerff                                           | Damernas 1 500 meter         | 4:12,00    | 7         | i.u.        | i.u.        | Gick inte vidare | Gick inte vidare | Gick inte vidare | Gick inte vidare |
| Jessica O'Connell                                              | Damernas 5 000 meter         | 15:51,18   | 13        | i.u.        | i.u.        | i.u.             | i.u.             | Gick inte vidare | Gick inte vidare |
| Andrea Seccafien                                               | Damernas 5 000 meter         | 15:30,32   | 11        | i.u.        | i.u.        | i.u.             | i.u.             | Gick inte vidare | Gick inte vidare |
| Lanni Marchant                                                 | Damernas 10 000 meter        | i.u.       | i.u.      | i.u.        | i.u.        | i.u.             | i.u.             | 32:04,21         | 25               |
| Natasha Wodak                                                  | Damernas 10 000 meter        | i.u.       | i.u.      | i.u.        | i.u.        | i.u.             | i.u.             | 31:53,14         | 22               |
| Phylicia George                                                | Damernas 100 meter häck      | 12,83      | 2 Q       | i.u.        | i.u.        | 12,77            | 2 Q              | 12,89            | 8                |
| Nikkita Holder                                                 | Damernas 100 meter häck      | 12,92      | 4 q       | i.u.        | i.u.        | DSQ*             | DSQ*             | DSQ*             | DSQ*             |
| Angela Whyte                                                   | Damernas 100 meter häck      | 13,09      | 6         | i.u.        | i.u.        | Gick inte vidare | Gick inte vidare | Gick inte vidare | Gick inte vidare |
| Chanice Chase-Taylor                                           | Damernas 400 meter häck      | 1:02,83    | 8         | i.u.        | i.u.        | Gick inte vidare | Gick inte vidare | Gick inte vidare | Gick inte vidare |
| Noelle Montcalm                                                | Damernas 400 meter häck      | 56,07      | 2 Q       | i.u.        | i.u.        | 56,28            | 6                | Gick inte vidare | Gick inte vidare |
| Sage Watson                                                    | Damernas 400 meter häck      | 55,93      | 2 Q       | i.u.        | i.u.        | 55,44            | 4                | Gick inte vidare | Gick inte vidare |
| Maria Bernard                                                  | Damernas 3 000 meter hinder  | 9:50,17    | 13        | i.u.        | i.u.        | i.u.             | i.u.             | Gick inte vidare | Gick inte vidare |
| Geneviève Lalonde                                              | Damernas 3 000 meter hinder  | 9:30,24 NR | 4 q       | i.u.        | i.u.        | i.u.             | i.u.             | 9:41,88          | 16               |
| Erin Teschuk                                                   | Damernas 3 000 meter hinder  | 9:53,70    | 16        | i.u.        | i.u.        | i.u.             | i.u.             | Gick inte vidare | Gick inte vidare |
| Khamica Bingham Crystal Emmanuel Phylicia George Farah Jacques | Damernas 4x100 meter stafett | i.u.       | i.u.      | 42,70       | 4 q         | i.u.             | i.u.             | 43,15            | 7                |
| Alicia Brown Noelle Montcalm Carline Muir Sage Watson          | Damernas 4x400 meter stafett | i.u.       | i.u.      | 3:24,94     | 3 Q         | i.u.             | i.u.             | 3:26,43          | 4                |
| Krista DuChene                                                 | Damernas maraton             | i.u.       | i.u.      | i.u.        | i.u.        | i.u.             | i.u.             | 2:35:29          | 35               |
| Lanni Marchant                                                 | Damernas maraton             | i.u.       | i.u.      | i.u.        | i.u.        | i.u.             | i.u.             | 2:33:08          | 24               |

Fältgrenar
| Idrottare           | Gren                   | Kval    | Kval      | Final            | Final            |
| Idrottare           | Gren                   | Distans | Placering | Distans          | Placering        |
| ------------------- | ---------------------- | ------- | --------- | ---------------- | ---------------- |
| Christabel Nettey   | Damernas längdhopp     | 6,37    | 12        | Gick inte vidare | Gick inte vidare |
| Alyxandria Treasure | Damernas höjdhopp      | 1,94    | 10 Q      | 1,88             | 17               |
| Kelsie Ahbe         | Damernas stavhopp      | 4,55    | 5 q       | 4,50             | 12               |
| Annika Newell       | Damernas stavhopp      | 4,15    | =17       | Gick inte vidare | Gick inte vidare |
| Alysha Newman       | Damernas stavhopp      | 4,45    | 19        | Gick inte vidare | Gick inte vidare |
| Brittany Crew       | Damernas kulstötning   | 17,45   | 18        | Gick inte vidare | Gick inte vidare |
| Taryn Suttie        | Damernas kulstötning   | 16,74   | 28        | Gick inte vidare | Gick inte vidare |
| Elizabeth Gleadle   | Damernas spjutkastning | 60,28   | 9         | Gick inte vidare | Gick inte vidare |
| Heather Steacy      | Damernas släggkastning | 66,01   | 23        | Gick inte vidare | Gick inte vidare |

Kombinerade grenar – Damernas sjukamp
| Idrottare             | Gren     | 100H  | HH   | KS    | 200 m | LH   | SK    | 800 m   | Final | Placering |
| --------------------- | -------- | ----- | ---- | ----- | ----- | ---- | ----- | ------- | ----- | --------- |
| Brianne Theisen-Eaton | Resultat | 13,18 | 1,86 | 13,45 | 24,18 | 6,48 | 47,36 | 2:09,50 | 6653  | 3         |
| Brianne Theisen-Eaton | Poäng    | 1097  | 1054 | 757   | 963   | 1001 | 809   | 972     | 6653  | 3         |

## Fäktning
| Idrottare              | Gren              | 32-delsfinal      | Sextondelsfinal        | Åttondelsfinal       | Kvartsfinal            | Semifinal         | Final / BM        | Final / BM       |
| Idrottare              | Gren              | Motståndare Poäng | Motståndare Poäng      | Motståndare Poäng    | Motståndare Poäng      | Motståndare Poäng | Motståndare Poäng | Placering        |
| ---------------------- | ----------------- | ----------------- | ---------------------- | -------------------- | ---------------------- | ----------------- | ----------------- | ---------------- |
| Maxime Brinck-Croteau  | Herrarnas värja   | Bye               | Anochin (RUS) L 14–15  | Gick inte vidare     | Gick inte vidare       | Gick inte vidare  | Gick inte vidare  | Gick inte vidare |
| Maximilien van Haaster | Herrarnas florett | Leal (VEN) W 15–7 | Meinhardt (USA) L 4–15 | Gick inte vidare     | Gick inte vidare       | Gick inte vidare  | Gick inte vidare  | Gick inte vidare |
| Joseph Polossifakis    | Herrarnas sabel   | Bye               | Buikevitj (BLR) L 6–15 | Gick inte vidare     | Gick inte vidare       | Gick inte vidare  | Gick inte vidare  | Gick inte vidare |
| Leonora Mackinnon      | Damernas värja    | Pop (ROU) W 15–10 | Fiamingo (ITA) L 8–15  | Gick inte vidare     | Gick inte vidare       | Gick inte vidare  | Gick inte vidare  | Gick inte vidare |
| Eleanor Harvey         | Damernas florett  | Bye               | Khelfaoui (ALG) W 15–6 | Errigo (ITA) W 15–11 | Boubakri (TUN) L 13–15 | Gick inte vidare  | Gick inte vidare  | Gick inte vidare |

## Golf
| Spelare          | Gren              | Runda 1 | Runda 2 | Runda 3 | Runda 4 | Totalt | Totalt | Totalt    |
| Spelare          | Gren              | Poäng   | Poäng   | Poäng   | Poäng   | Poäng  | Par    | Placering |
| ---------------- | ----------------- | ------- | ------- | ------- | ------- | ------ | ------ | --------- |
| Graham DeLaet    | Herrarnas tävling | 66      | 71      | 74      | 69      | 280    | −4     | 20        |
| David Hearn      | Herrarnas tävling | 73      | 70      | 74      | 66      | 283    | −1     | =30       |
| Brooke Henderson | Damernas tävling  | 70      | 64      | 75      | 67      | 276    | −8     | =7        |
| Alena Sharp      | Damernas tävling  | 72      | 69      | 75      | 69      | 285    | +1     | 30        |

## Gymnastik

### Artistisk
Herrar
| Gymnast      | Gren       | Kval    | Kval    | Kval    | Kval    | Kval    | Kval    | Kval   | Kval      | Final            | Final            | Final            | Final            | Final            | Final            | Final            | Final            |
| Gymnast      | Gren       | Redskap | Redskap | Redskap | Redskap | Redskap | Redskap | Totalt | Placering | Redskap          | Redskap          | Redskap          | Redskap          | Redskap          | Redskap          | Totalt           | Placerint        |
| Gymnast      | Gren       | F       | PH      | R       | V       | PB      | HB      | Totalt | Placering | F                | PH               | R                | V                | PB               | HB               | Totalt           | Placerint        |
| ------------ | ---------- | ------- | ------- | ------- | ------- | ------- | ------- | ------ | --------- | ---------------- | ---------------- | ---------------- | ---------------- | ---------------- | ---------------- | ---------------- | ---------------- |
| Scott Morgan | Fristående | 14,966  | i.u.    | i.u.    | i.u.    | i.u.    | i.u.    | 14,966 | 18        | Gick inte vidare | Gick inte vidare | Gick inte vidare | Gick inte vidare | Gick inte vidare | Gick inte vidare | Gick inte vidare | Gick inte vidare |
| Scott Morgan | Ringar     | i.u.    | i.u.    | 14,533  | i.u.    | i.u.    | i.u.    | 14,533 | 27        | Gick inte vidare | Gick inte vidare | Gick inte vidare | Gick inte vidare | Gick inte vidare | Gick inte vidare | Gick inte vidare | Gick inte vidare |
| Scott Morgan | Hopp       | i.u.    | i.u.    | i.u.    | 14,470  | i.u.    | i.u.    | 14,470 | 14        | Gick inte vidare | Gick inte vidare | Gick inte vidare | Gick inte vidare | Gick inte vidare | Gick inte vidare | Gick inte vidare | Gick inte vidare |

Damer
| Gymnast         | Gren        | Kval     | Kval    | Kval     | Kval    | Kval    | Kval      | Final            | Final            | Final            | Final            | Final            | Final            |
| Gymnast         | Gren        | Redskap  | Redskap | Redskap  | Redskap | Totalt  | Placering | Redskap          | Redskap          | Redskap          | Redskap          | Totalt           | Placering        |
| Gymnast         | Gren        | V        | UB      | BB       | F       | Totalt  | Placering | V                | UB               | BB               | F                | Totalt           | Placering        |
| --------------- | ----------- | -------- | ------- | -------- | ------- | ------- | --------- | ---------------- | ---------------- | ---------------- | ---------------- | ---------------- | ---------------- |
| Ellie Black     | Lagmångkamp | 14,499   | 14,500  | 13,566   | 14,133  | 56,965  | 13 Q      | Gick inte vidare | Gick inte vidare | Gick inte vidare | Gick inte vidare | Gick inte vidare | Gick inte vidare |
| Shallon Olsen   | Lagmångkamp | 14,950 Q | i.u.    | i.u.     | 13,866  | i.u.    | i.u.      | Gick inte vidare | Gick inte vidare | Gick inte vidare | Gick inte vidare | Gick inte vidare | Gick inte vidare |
| Isabela Onyshko | Lagmångkamp | 14,000   | 14,733  | 14,533 Q | 13,966  | 57,232  | 10 Q      | Gick inte vidare | Gick inte vidare | Gick inte vidare | Gick inte vidare | Gick inte vidare | Gick inte vidare |
| Brittany Rogers | Lagmångkamp | 14,666   | 14,266  | 13,466   | i.u.    | i.u.    | i.u.      | Gick inte vidare | Gick inte vidare | Gick inte vidare | Gick inte vidare | Gick inte vidare | Gick inte vidare |
| Rose-Kaying Woo | Lagmångkamp | i.u.     | 13,733  | 13,233   | 13,566  | i.u.    | i.u.      | Gick inte vidare | Gick inte vidare | Gick inte vidare | Gick inte vidare | Gick inte vidare | Gick inte vidare |
| Totalt          | Lagmångkamp | 44,732   | 43,499  | 41,565   | 41,965  | 171,761 | 9         | Gick inte vidare | Gick inte vidare | Gick inte vidare | Gick inte vidare | Gick inte vidare | Gick inte vidare |

Individuella finaler
| Gymnast         | Gren                 | Redskap | Redskap | Redskap | Redskap | Totalt | Placering |
| Gymnast         | Gren                 | V       | UB      | BB      | F       | Totalt | Placering |
| --------------- | -------------------- | ------- | ------- | ------- | ------- | ------ | --------- |
| Ellie Black     | Individuell mångkamp | 14,866  | 14,500  | 14,566  | 14,366  | 58,298 | 5         |
| Isabela Onyshko | Individuell mångkamp | 13,933  | 14,166  | 14,366  | 13,900  | 56,365 | 18        |
| Isabela Onyshko | Bom                  | i.u.    | i.u.    | i.u.    | i.u.    | 13,400 | 8         |
| Shallon Olsen   | Hopp                 | i.u.    | i.u.    | i.u.    | i.u.    | 14,816 | 8         |

### Trampolin
| Gymnast             | Gren                | Kval    | Kval      | Final            | Final            |
| Gymnast             | Gren                | Poäng   | Placering | Poäng            | Placering        |
| ------------------- | ------------------- | ------- | --------- | ---------------- | ---------------- |
| Jason Burnett       | Herrarnas trampolin | 103,715 | 14        | Gick inte vidare | Gick inte vidare |
| Rosannagh MacLennan | Damernas trampolin  | 103,130 | 3 Q       | 56,465           | 1                |

## Judo
Herrar
| Idrottare              | Gren                            | Omgång 1                   | Omgång 2                         | Omgång 3                   | Kvartsfinal                     | Semifinal            | Återkval                   | Final / BM              | Final / BM       |
| Idrottare              | Gren                            | Motståndare Resultat       | Motståndare Resultat             | Motståndare Resultat       | Motståndare Resultat            | Motståndare Resultat | Motståndare Resultat       | Motståndare Resultat    | Placering        |
| ---------------------- | ------------------------------- | -------------------------- | -------------------------------- | -------------------------- | ------------------------------- | -------------------- | -------------------------- | ----------------------- | ---------------- |
| Sérgio Pessoa          | Herrarnas extra lättvikt −60kg  | Bye                        | Papinasjvili (GEO) L 000–001 UMA | Gick inte vidare           | Gick inte vidare                | Gick inte vidare     | Gick inte vidare           | Gick inte vidare        | Gick inte vidare |
| Antoine Bouchard       | Herrarnas halv lättvikt −66kg   | Ovinou (PNG) W 100–000 UMA | Puljaev (RUS) W 001–000 SGA      | Bassou (MAR) W 001–000 SGA | Gomboč (SLO) L 000–100          | Gick inte vidare     | Davaadorj (MGL) W 010–000  | Ebinuma (JPN) L 000–101 | 5                |
| Antoine Valois-Fortier | Herrarnas halv mellanvikt −81kg | Bye                        | Pietri (FRA) W 100–001 SOT       | Lucenti (ARG) W 010–010 S  | Chalmurzaev (RUS) L 000–010 KGA | Gick inte vidare     | Nagase (JPN) L 000–100 SOT | Gick inte vidare        | 7                |
| Kyle Reyes             | Herrarnas halv tungvikt −100kg  | Bye                        | Grol (NED) L 000–101 KGA         | Gick inte vidare           | Gick inte vidare                | Gick inte vidare     | Gick inte vidare           | Gick inte vidare        | Gick inte vidare |

Damer
| Idrottare                   | Gren                         | Omgång 1             | Omgång 2                    | Kvartsfinal               | Semifinal            | Återkval             | Final / BM           | Final / BM       |
| Idrottare                   | Gren                         | Motståndare Resultat | Motståndare Resultat        | Motståndare Resultat      | Motståndare Resultat | Motståndare Resultat | Motståndare Resultat | Placering        |
| --------------------------- | ---------------------------- | -------------------- | --------------------------- | ------------------------- | -------------------- | -------------------- | -------------------- | ---------------- |
| Ecaterina Guica             | Damernas halv lättvikt −52kg | Bye                  | Kuziutina (RUS) L 000–000 S | Gick inte vidare          | Gick inte vidare     | Gick inte vidare     | Gick inte vidare     | Gick inte vidare |
| Catherine Beauchemin-Pinard | Damernas lättvikt −57kg      | Bye                  | Karakas (HUN) L 000–000 S   | Gick inte vidare          | Gick inte vidare     | Gick inte vidare     | Gick inte vidare     | Gick inte vidare |
| Kelita Zupancic             | Damernas mellanvikt −70kg    | Bye                  | Stam (GEO) W 000–000 S      | Tachimoto (JPN) L 000–010 | Gick inte vidare     | Graf (AUT) L 001–010 | Gick inte vidare     | 7                |

## Kanotsport

### Sprint
Herrar
| Kanotist                     | Gren                 | Heat     | Heat      | Semifinaler | Semifinaler | Final            | Final            |
| Kanotist                     | Gren                 | Tid      | Placering | Tid         | Placering   | Tid              | Placering        |
| ---------------------------- | -------------------- | -------- | --------- | ----------- | ----------- | ---------------- | ---------------- |
| Mark de Jonge                | Herrarnas K-1 200 m  | 34,898   | 3 Q       | 34,775      | 4 FA        | 36,080           | 7                |
| Mark Oldershaw               | Herrarnas C-1 200 m  | 42,972   | 4 Q       | 43,357      | 7           | Gick inte vidare | Gick inte vidare |
| Ryan Cochrane Hugues Fournel | Herrarnas K-2 200 m  | 32,749   | 4 Q       | 33,494      | 3 FA        | 33,767           | 8                |
| Mark Oldershaw               | Herrarnas C-1 1000 m | 4:13,600 | 3 Q       | 4:03,493    | 4 FB        | 4:06,972         | 11               |
| Adam van Koeverden           | Herrarnas K-1 1000 m | 3:37,212 | 3 Q       | 3:36,230    | 6 FB        | 3:31,872         | 9                |

Damer
| Kanotist                                                          | Gren               | Heat     | Heat      | Semifinaler | Semifinaler | Final            | Final            |
| Kanotist                                                          | Gren               | Tid      | Placering | Tid         | Placering   | Tid              | Placering        |
| ----------------------------------------------------------------- | ------------------ | -------- | --------- | ----------- | ----------- | ---------------- | ---------------- |
| Andréanne Langlois                                                | Damernas K-1 200 m | 40,956   | 3 Q       | 41,350      | 5 FB        | 42,099           | 14               |
| Émilie Fournel                                                    | Damernas K-1 500 m | 1:53,670 | 2 Q       | 1:59,638    | 7           | Gick inte vidare | Gick inte vidare |
| Kathleen Fraser Genevieve Orton                                   | Damernas K-2 500 m | 1:46,148 | 6 Q       | 1:45,351    | 5 FB        | 1:49,389         | 13               |
| Émilie Fournel Kathleen Fraser Andréanne Langlois Genevieve Orton | Damernas K-4 500 m | 1:34,269 | 4 Q       | 1:36,254    | =2 FA       | 1:40,733         | 8                |

### Slalom
| Kanotist        | Gren          | Kval   | Kval      | Kval   | Kval      | Kval   | Kval      | Semifinal        | Semifinal        | Final            | Final            |                  |
| Kanotist        | Gren          | Åk 1   | Placering | Åk 2   | Placering | Bästa  | Placering | Tid              | Placering        | Tid              | Placering        |                  |
| --------------- | ------------- | ------ | --------- | ------ | --------- | ------ | --------- | ---------------- | ---------------- | ---------------- | ---------------- | ---------------- |
| Cameron Smedley | Herrarnas C-1 | 104,93 | 12        | 104,83 | 13        | 104,83 | 15        | Gick inte vidare | Gick inte vidare | Gick inte vidare | Gick inte vidare | Gick inte vidare |
| Michael Tayler  | Herrarnas K-1 | 105,66 | 19        | 93,47  | 12        | 93,47  | 16        | Gick inte vidare | Gick inte vidare | Gick inte vidare | Gick inte vidare | Gick inte vidare |

## Konstsim
| Idrottare                         | Gren  | Teknisk omgång | Teknisk omgång | Fri omgång (inledande) | Fri omgång (inledande)    | Fri omgång (inledande) | Fri omgång (final) | Fri omgång (final)        | Fri omgång (final) |
| Idrottare                         | Gren  | Poäng          | Placering      | Poäng                  | Totalt (tekniskt + fritt) | Placering              | Poäng              | Totalt (tekniskt + fritt) | Placering          |
| --------------------------------- | ----- | -------------- | -------------- | ---------------------- | ------------------------- | ---------------------- | ------------------ | ------------------------- | ------------------ |
| Jacqueline Simoneau Karine Thomas | Duett | 89,2916        | 7              | 90,0667                | 179,3583                  | 7 Q                    | 90,6000            | 179,8916                  | 7                  |

## Modern femkamp
| Idrottare      | Gren                | Fäktning (värja en stöt) | Fäktning (värja en stöt) | Fäktning (värja en stöt) | Fäktning (värja en stöt) | Simning (200 m frisim) | Simning (200 m frisim) | Simning (200 m frisim) | Ridning (hoppning) | Ridning (hoppning) | Ridning (hoppning) | Kombinerat: skytte/löpning (10 m luftpistol)/(3200 m) | Kombinerat: skytte/löpning (10 m luftpistol)/(3200 m) | Kombinerat: skytte/löpning (10 m luftpistol)/(3200 m) | Totalpoäng | Slutlig placering |
| Idrottare      | Gren                | RR                       | BR                       | Placering                | Poäng                    | Tid                    | Placering              | Poäng                  | Straff             | Placering          | Poäng              | Tid                                                   | Placering                                             | Poäng                                                 | Totalpoäng | Slutlig placering |
| -------------- | ------------------- | ------------------------ | ------------------------ | ------------------------ | ------------------------ | ---------------------- | ---------------------- | ---------------------- | ------------------ | ------------------ | ------------------ | ----------------------------------------------------- | ----------------------------------------------------- | ----------------------------------------------------- | ---------- | ----------------- |
| Melanie McCann | Damer, individuellt | 23–12                    | 2                        | 3                        | 240                      | 2:20,81                | 26                     | 278                    | 0                  | 3                  | 300                | 13:42,43                                              | 32                                                    | 478                                                   | 1296       | 16                |
| Donna Vakalis  | Damer, individuellt | 22–13                    | 1                        | 5                        | 233                      | 2:22,12                | 31                     | 274                    | EL                 | =31                | 0                  | 13:36,19                                              | 31                                                    | 484                                                   | 991        | 33                |

## Ridsport

### Dressyr
| Ryttare          | Häst      | Gren         | Grand Prix | Grand Prix | Grand Prix Special | Grand Prix Special | Grand Prix Fristil | Grand Prix Fristil | Totalt           | Totalt           |
| Ryttare          | Häst      | Gren         | Poäng      | Placering  | Poäng              | Placering          | Tekniskt           | Artistiskt         | Poäng            | Placering        |
| ---------------- | --------- | ------------ | ---------- | ---------- | ------------------ | ------------------ | ------------------ | ------------------ | ---------------- | ---------------- |
| Megan Lane       | Caravella | Individuellt | 71,286     | 32         | Gick inte vidare   | Gick inte vidare   | Gick inte vidare   | Gick inte vidare   | Gick inte vidare | Gick inte vidare |
| Belinda Trussell | Anton     | Individuellt | 72,214     | 28 Q       | 72,325             | 27                 | Gick inte vidare   | Gick inte vidare   | Gick inte vidare | Gick inte vidare |

### Fälttävlan
| Ryttare                                                       | Häst                  | Gren         | Dressyr | Dressyr   | Terräng  | Terräng  | Terräng   | Hoppning         | Hoppning         | Hoppning         | Hoppning         | Hoppning         | Hoppning         | Totalt           | Totalt           |
| Ryttare                                                       | Häst                  | Gren         | Dressyr | Dressyr   | Terräng  | Terräng  | Terräng   | Kval             | Kval             | Kval             | Finalt           | Finalt           | Finalt           | Totalt           | Totalt           |
| Ryttare                                                       | Häst                  | Gren         | Straff  | Placering | Straff   | Totalt   | Placering | Straff           | Totalt           | Placering        | Straff           | Totalt           | Placering        | Straff           | Placering        |
| ------------------------------------------------------------- | --------------------- | ------------ | ------- | --------- | -------- | -------- | --------- | ---------------- | ---------------- | ---------------- | ---------------- | ---------------- | ---------------- | ---------------- | ---------------- |
| Rebecca Howard                                                | Riddle Master         | Individuellt | 49,40   | 41        | 12,40    | 61,80    | 15        | 0,00             | 61,80            | 10               | 4,00             | 65,80            | 10               | 65,80            | 10               |
| Colleen Loach                                                 | Qorry Blue d'Argouges | Individuellt | 56,50 # | 57        | 85,20    | 141,70   | 45        | 4,00             | 145,70           | 42               | Gick inte vidare | Gick inte vidare | Gick inte vidare | Gick inte vidare | Gick inte vidare |
| Kathryn Robinson                                              | Let It Bee            | Individuellt | 49,40   | 41        | Utslagen | Utslagen | Utslagen  | Gick inte vidare | Gick inte vidare | Gick inte vidare | Gick inte vidare | Gick inte vidare | Gick inte vidare | Gick inte vidare | Gick inte vidare |
| Jessica Phoenix                                               | A Little Romance      | Individuellt | 52,00   | 50        | 75,60    | 127,60   | 41        | 4,00             | 131,60           | 38               | Gick inte vidare | Gick inte vidare | Gick inte vidare | Gick inte vidare | Gick inte vidare |
| Rebecca Howard Colleen Loach Kathryn Robinson Jessica Phoenix | Se ovan               | Lag          | 150,80  | 12        | 331,10   | 482,50   | 11        | 339,10           | 821              | 10               | i.u.             | i.u.             | i.u.             | 821              | 10               |

### Hoppning
| Ryttare                                            | Häst            | Gren         | Kval     | Kval      | Kval     | Kval     | Kval      | Kval     | Kval     | Kval      | Final            | Final            | Final            | Final            | Final            | Totalt           | Totalt           |
| Ryttare                                            | Häst            | Gren         | Omgång 1 | Omgång 1  | Omgång 2 | Omgång 2 | Omgång 2  | Omgång 3 | Omgång 3 | Omgång 3  | Omgång A         | Omgång A         | Omgång B         | Omgång B         | Omgång B         | Totalt           | Totalt           |
| Ryttare                                            | Häst            | Gren         | Straff   | Placering | Straff   | Totalt   | Placering | Straff   | Totalt   | Placering | Straff           | Placering        | Straff           | Totalt           | Placering        | Straff           | Placering        |
| -------------------------------------------------- | --------------- | ------------ | -------- | --------- | -------- | -------- | --------- | -------- | -------- | --------- | ---------------- | ---------------- | ---------------- | ---------------- | ---------------- | ---------------- | ---------------- |
| Yann Candele                                       | First Choice 15 | Individuellt | 4 #      | =27       | 0        | 4        | =15       | 4        | 8        | =18 Q     | 12               | =32              | Gick inte vidare | Gick inte vidare | Gick inte vidare | 12               | 32               |
| Tiffany Foster                                     | Tripple X III   | Individuellt | 4        | =27       | 4        | 8        | =30       | 0        | 8        | =18 Q     | 4                | =16 Q            | 17               | 21               | 26               | 21               | 26               |
| Eric Lamaze                                        | Fine Lady 5     | Individuellt | 0        | =1        | 0        | 0        | =1        | 0        | 0        | 1 Q       | 0                | =1 Q             | 0                | 0                | =1 JO            | 4                | 3                |
| Amy Millar                                         | Heros           | Individuellt | 0        | =1        | 5 #      | 5        | =26       | 12 #     | 17       | =38       | Gick inte vidare | Gick inte vidare | Gick inte vidare | Gick inte vidare | Gick inte vidare | Gick inte vidare | Gick inte vidare |
| Yann Candele Tiffany Foster Eric Lamaze Amy Millar | Se ovan         | Lag          | 4*       | =3        | 4        | 4        | 6         | 4        | 8        | =3 JO     | i.u.             | i.u.             | i.u.             | i.u.             | i.u.             | 8                | 4                |

## Rodd
Herrar
| Roddare                                                  | Gren                                  | Heat    | Heat      | Återkval | Återkval  | Semifinal        | Semifinal        | Final            | Final            |
| Roddare                                                  | Gren                                  | Tid     | Placering | Tid      | Placering | Tid              | Placering        | Tid              | Placering        |
| -------------------------------------------------------- | ------------------------------------- | ------- | --------- | -------- | --------- | ---------------- | ---------------- | ---------------- | ---------------- |
| Will Crothers Kai Langerfeld Conlin McCabe Tim Schrijver | Herrarnas fyra utan styrman           | 5:58,26 | 2 SA/B    | Bye      | Bye       | 6:20,66          | 2 FA             | 6:15,93          | 6                |
| Brendan Hodge Maxwell Lattimer Nicolas Pratt Eric Woelfl | Herrarnas lättvikts-fyra utan styrman | 6:19,44 | 4 R       | 6:05,35  | 4         | Gick inte vidare | Gick inte vidare | Gick inte vidare | Gick inte vidare |
| Julien Bahain Will Dean Robert Gibson Pascal Lussier     | Herrarnas scullerfyra                 | 6:34,55 | 5 R       | 5:56,28  | 5 FB      | i.u.             | i.u.             | 6:13,55          | 8                |

Damer
| Roddare | Gren                             | Heat    | Heat      | Återkval | Återkval  | Kvartsfinal | Kvartsfinal | Semifinal | Semifinal | Final   | Final     |
| Roddare | Gren                             | Tid     | Placering | Tid      | Placering | Tid         | Placering   | Tid       | Placering | Tid     | Placering |
| --- | -------------------------------- | ------- | --------- | -------- | --------- | ----------- | ----------- | --------- | --------- | ------- | --------- |
| Carling Zeeman | Damernas singelsculler           | 8:41,12 | 1 QF      | Bye      | Bye       | 7:34,52     | 3 SA/B      | 7:54,07   | 4 FB      | 7:28,62 | 10        |
| Nicole Hare Jennifer Martins | Damernas tvåa utan styrman       | 7:22,99 | 4 R       | 8:01,09  | 4 FC      | i.u.        | i.u.        | Bye       | Bye       | 8:26,03 | 14        |
| Lindsay Jennerich Patricia Obee | Damernas lättvikts-dubbelsculler | 7:03,51 | 1 SA/B    | Bye      | Bye       | i.u.        | i.u.        | 7:16,35   | 2 FA      | 7:05,88 | 2         |
| Caileigh Filmer Susanne Grainger Natalie Mastracci Cristy Nurse Lisa Roman Christine Roper Antje von Seydlitz-Kurzbach Lauren Wilkinson Lesley Thompson-Willie (styrman) | Damernas åtta med styrman        | 6:12,44 | 3 R       | 6:28,07  | 1 FA      | i.u.        | i.u.        | i.u.      | i.u.      | 6:06,04 | 5         |

## Rugby

### Damernas turnering
Spelartrupp
Förbundskapten: John Tait
| - Brittany Benn - Hannah Darling - Bianca Farella - Jen Kish - Ghislaine Landry - Megan Lukan | - Kayla Moleschi - Karen Paquin - Kelly Russell - Ashley Steacy - Natasha Watcham-Roy - Charity Williams |

Gruppspel
| Nation         | S | V | O | F | GP | IP  | P |
| -------------- | - | - | - | - | -- | --- | - |
| Storbritannien | 3 | 3 | 0 | 0 | 91 | 3   | 9 |
| Kanada         | 3 | 2 | 0 | 1 | 83 | 22  | 7 |
| Brasilien      | 3 | 1 | 0 | 2 | 29 | 77  | 5 |
| Japan          | 3 | 0 | 0 | 3 | 10 | 111 | 3 |

|  | 6 augusti | Kanada | 45 – 0  | Japan |  |  |
|  |           |        | Rapport |       |  |  |
|  |           |        |         |       |  |  |
|  |           |        |         |       |  |  |

|  | 6 augusti | Kanada | 38 – 0  | Brasilien |  |  |
|  |           |        | Rapport |           |  |  |
|  |           |        |         |           |  |  |
|  |           |        |         |           |  |  |

|  | 7 augusti | Kanada | 0 – 22  | Storbritannien |  |  |
|  |           |        | Rapport |                |  |  |
|  |           |        |         |                |  |  |
|  |           |        |         |                |  |  |

Kvartsfinal
|  | 7 augusti | Kanada | 15 – 5  | Frankrike |  |  |
|  |           |        | Rapport |           |  |  |
|  |           |        |         |           |  |  |
|  |           |        |         |           |  |  |

Semifinal
|  | 8 augusti | Australien | 17 – 5  | Kanada |  |  |
|  |           |            | Rapport |        |  |  |
|  |           |            |         |        |  |  |
|  |           |            |         |        |  |  |

Bronsmatch
|  | 8 augusti | Kanada | 33 – 10 | Storbritannien |  |  |
|  |           |        | Rapport |                |  |  |
|  |           |        |         |                |  |  |
|  |           |        |         |                |  |  |

## Segling
Herrar
| Seglare                        | Gren                | Lopp | Lopp | Lopp | Lopp | Lopp | Lopp | Lopp | Lopp | Lopp | Lopp | Lopp | Nettopoäng | Finalplacering |
| Seglare                        | Gren                | 1    | 2    | 3    | 4    | 5    | 6    | 7    | 8    | 9    | 10   | M*   | Nettopoäng | Finalplacering |
| ------------------------------ | ------------------- | ---- | ---- | ---- | ---- | ---- | ---- | ---- | ---- | ---- | ---- | ---- | ---------- | -------------- |
| Lee Parkhill                   | Herrarnas laser     | 43   | 37   | 33   | 9    | 19   | 20   | 14   | 23   | 4    | 13   | EL   | 215        | 23             |
| Tom Ramshaw                    | Herrarnas finnjolle | 19   | 12   | 22   | 13   | 9    | 17   | 22   | 20   | 20   | 19   | EL   | 173        | 21             |
| Graeme Saunders Jacob Saunders | Herrarnas 470       | 26   | 20   | 22   | 19   | 12   | 14   | 17   | 21   | 13   | 21   | EL   | 185        | 22             |

Damer
| Idrottare                 | Gren                  | Lopp | Lopp | Lopp | Lopp | Lopp | Lopp | Lopp | Lopp | Lopp | Lopp | Lopp | Lopp | Lopp | Nettopoäng | Slutlig placering |
| Idrottare                 | Gren                  | 1    | 2    | 3    | 4    | 5    | 6    | 7    | 8    | 9    | 10   | 11   | 12   | M*   | Nettopoäng | Slutlig placering |
| ------------------------- | --------------------- | ---- | ---- | ---- | ---- | ---- | ---- | ---- | ---- | ---- | ---- | ---- | ---- | ---- | ---------- | ----------------- |
| Brenda Bowskill           | Damernas laser radial | 9    | 30   | 15   | 20   | 10   | 19   | 9    | 20   | 10   | 15   | i.u. | i.u. | EL   | 157        | 16                |
| Danielle Boyd Erin Rafuse | Damernas 49erFX       | 5    | 4    | 11   | 16   | 16   | 16   | 18   | 17   | 12   | 18   | 16   | 14   | EL   | 163        | 16                |

Mixed
| Idrottare                | Gren     | Lopp | Lopp | Lopp | Lopp | Lopp | Lopp | Lopp | Lopp | Lopp | Lopp | Lopp | Lopp | Lopp | Nettopoäng | Slutlig placering |
| Idrottare                | Gren     | 1    | 2    | 3    | 4    | 5    | 6    | 7    | 8    | 9    | 10   | 11   | 12   | M*   | Nettopoäng | Slutlig placering |
| ------------------------ | -------- | ---- | ---- | ---- | ---- | ---- | ---- | ---- | ---- | ---- | ---- | ---- | ---- | ---- | ---------- | ----------------- |
| Luke Ramsay Nikola Girke | Nacra 17 | 4    | 15   | 8    | 10   | 16   | 9    | 18   | 21   | 15   | 12   | 17   | 9    | EL   | 154        | 15                |

## Simhopp
Herrar
| Hoppare          | Gren           | Kval   | Kval      | Semifinal        | Semifinal        | Final            | Final            |
| Hoppare          | Gren           | Poäng  | Placering | Poäng            | Placering        | Poäng            | Placering        |
| ---------------- | -------------- | ------ | --------- | ---------------- | ---------------- | ---------------- | ---------------- |
| Philippe Gagné   | Herrarnas 3 m  | 400,75 | 12 Q      | 445,40           | 5 Q              | 425,30           | 11               |
| Maxim Bouchard   | Herrarnas 10 m | 398,15 | 19        | Gick inte vidare | Gick inte vidare | Gick inte vidare | Gick inte vidare |
| Vincent Riendeau | Herrarnas 10 m | 419,50 | 14 Q      | 436,30           | 14               | Gick inte vidare | Gick inte vidare |

Damer
| Hoppare                          | Gren                         | Kval   | Kval      | Semifinal | Semifinal | Final  | Final     |
| Hoppare                          | Gren                         | Poäng  | Placering | Poäng     | Placering | Poäng  | Placering |
| -------------------------------- | ---------------------------- | ------ | --------- | --------- | --------- | ------ | --------- |
| Jennifer Abel                    | Damernas 3 m                 | 373,00 | 1 Q       | 343,45    | 3 Q       | 367,25 | 4         |
| Pamela Ware                      | Damernas 3 m                 | 329,10 | 7 Q       | 318,25    | 9 Q       | 323,15 | 7         |
| Meaghan Benfeito                 | Damernas 10 m                | 329,15 | 7 Q       | 332,80    | 9 Q       | 389,20 | 3         |
| Roseline Filion                  | Damernas 10 m                | 323,55 | 9 Q       | 336,80    | 7 Q       | 367,95 | 6         |
| Jennifer Abel Pamela Ware        | Damernas synkroniserade 3 m  | i.u.   | i.u.      | i.u.      | i.u.      | 298,32 | 4         |
| Meaghan Benfeito Roseline Filion | Damernas synkroniserade 10 m | i.u.   | i.u.      | i.u.      | i.u.      | 336,18 | 3         |

## Simning
Herrar
| Idrottare                                                       | Gren               | Heat     | Heat      | Semifinal        | Semifinal        | Final            | Final            |                  |
| Idrottare                                                       | Gren               | Tid      | Placering | Tid              | Placering        | Tid              | Placering        |                  |
| --------------------------------------------------------------- | ------------------ | -------- | --------- | ---------------- | ---------------- | ---------------- | ---------------- | ---------------- |
| Santo Condorelli                                                | 50 m frisim        | 21,83    | 7 Q       | 21,97            | 12               | Gick inte vidare | Gick inte vidare |                  |
| Yuri Kisil                                                      | 50 m frisim        | 22,50    | 35        | Gick inte vidare | Gick inte vidare | Gick inte vidare | Gick inte vidare |                  |
| Santo Condorelli                                                | 100 m frisim       | 48,22    | 5 Q       | 47,93            | =3 Q             | 47,88            | 4                |                  |
| Yuri Kisil                                                      | 100 m frisim       | 48.49    | 11 Q      | 48.28            | =10              | Gick inte vidare | Gick inte vidare |                  |
| Ryan Cochrane                                                   | 400 m frisim       | 3.45,83  | 11        | i.u.             | i.u.             | Gick inte vidare | Gick inte vidare | Gick inte vidare |
| Ryan Cochrane                                                   | 1 500 m frisim     | 14.53,44 | 7 Q       | i.u.             | i.u.             | 14.49,61         | 6                |                  |
| Javier Acevedo                                                  | 100 m ryggsim      | 54.11    | 17        | Gick inte vidare | Gick inte vidare | Gick inte vidare | Gick inte vidare |                  |
| Jason Block                                                     | 100 m bröstsim     | 1.00,71  | 24        | Gick inte vidare | Gick inte vidare | Gick inte vidare | Gick inte vidare |                  |
| Ashton Baumann                                                  | 200 m bröstsim     | 2.12,61  | 24        | Gick inte vidare | Gick inte vidare | Gick inte vidare | Gick inte vidare |                  |
| Santo Condorelli                                                | 100 m fjärilsim    | 51,99    | 14 Q      | 51,83 0NR0       | 12               | Gick inte vidare | Gick inte vidare |                  |
| Santo Condorelli Yuri Kisil Markus Thormeyer Evan van Moerkerke | 4 × 100 m frisim   | 3.14,06  | 5 Q       | i.u.             | i.u.             | 3.14,35          | 7                |                  |
| Javier Acevedo Jason Block Yuri Kisil Mackenzie Darragh         | 4 × 100 m medley   | 3.36,92  | 16        | i.u.             | i.u.             | Gick inte vidare | Gick inte vidare |                  |
| Richard Weinberger                                              | 10 km öppet vatten | i.u.     | i.u.      | i.u.             | i.u.             | 1:53.16,4        | 17               |                  |

Damer
| Idrottare                                                                                     | Gren               | Heat            | Heat      | Semifinal        | Semifinal        | Final            | Final            |
| Idrottare                                                                                     | Gren               | Tid             | Placering | Tid              | Placering        | Tid              | Placering        |
| --------------------------------------------------------------------------------------------- | ------------------ | --------------- | --------- | ---------------- | ---------------- | ---------------- | ---------------- |
| Chantal Van Landeghem                                                                         | 50 m frisim        | 24,57           | =8 Q      | 24,61            | 10               | Gick inte vidare | Gick inte vidare |
| Michelle Williams                                                                             | 50 m frisim        | 24,91           | =18       | Gick inte vidare | Gick inte vidare | Gick inte vidare | Gick inte vidare |
| Penny Oleksiak                                                                                | 100 m frisim       | 53,53           | =5 Q      | 52,72 0VJR0 AR0  | 2 Q              | 52,70 0OR0 VJR0  | 1                |
| Chantal Van Landeghem                                                                         | 100 m frisim       | 53,89           | 9 Q       | 54,00            | 10               | Gick inte vidare | Gick inte vidare |
| Brittany MacLean                                                                              | 200 m frisim       | 1.57,74         | 16 Q      | 1.57,36          | 10               | Gick inte vidare | Gick inte vidare |
| Katerine Savard                                                                               | 200 m frisim       | 1.57,15         | 13 Q      | 1.57,80          | 15               | Gick inte vidare | Gick inte vidare |
| Brittany MacLean                                                                              | 400 m frisim       | 4.03,43         | 5 Q       | i.u.             | i.u.             | 4.04,69          | 5                |
| Emily Overholt                                                                                | 400 m frisim       | 4.16,24         | 25        | i.u.             | i.u.             | Gick inte vidare | Gick inte vidare |
| Brittany MacLean                                                                              | 800 m frisim       | 8.26,43         | 10        | i.u.             | i.u.             | Gick inte vidare | Gick inte vidare |
| Dominique Bouchard                                                                            | 100 m ryggsim      | 1.00,18         | 12 Q      | 1.00,54          | 12               | Gick inte vidare | Gick inte vidare |
| Kylie Masse                                                                                   | 100 m ryggsim      | 59,07           | 3 Q       | 59,06 0NR0       | 5 Q              | 58,76 0NR0       | 3                |
| Dominique Bouchard                                                                            | 200 m ryggsim      | 2.08,87         | 7 Q       | 2.09,07          | =9               | Gick inte vidare | Gick inte vidare |
| Hilary Caldwell                                                                               | 200 m ryggsim      | 2.07,40         | 2 Q       | 2.07,17          | 2                | 2.07,54          | 3                |
| Rachel Nicol                                                                                  | 100 m bröstsim     | 1.06,85         | 11 Q      | 1.06,73          | 8 Q              | 1.06,68          | 5                |
| Kierra Smith                                                                                  | 100 m bröstsim     | 1.07,41         | 18        | Gick inte vidare | Gick inte vidare | Gick inte vidare | Gick inte vidare |
| Martha McCabe                                                                                 | 200 m bröstsim     | 2.28,62         | 23        | Gick inte vidare | Gick inte vidare | Gick inte vidare | Gick inte vidare |
| Kierra Smith                                                                                  | 200 m bröstsim     | 2.23,69         | 6 Q       | 2.22,87          | 8 Q              | 2.23,19          | 7                |
| Penny Oleksiak                                                                                | 100 m fjärilsim    | 56.73 0NR0 VJR0 | 3 Q       | 57,10            | 5 Q              | 56,46 0NR0 VJR0  | 2                |
| Noemie Thomas                                                                                 | 100 m fjärilsim    | 58,27           | 17        | Gick inte vidare | Gick inte vidare | Gick inte vidare | Gick inte vidare |
| Audrey Lacroix                                                                                | 200 m fjärilsim    | 2.09,21         | 16 Q      | 2.09,95          | 16               | Gick inte vidare | Gick inte vidare |
| Sydney Pickrem                                                                                | 200 m medley       | 2.11,06         | 8 Q       | 2.10,57          | 7                | 2.11,22          | 6                |
| Erika Seltenreich-Hodgson                                                                     | 200 m medley       | 2.12,56         | 14 Q      | 2.12,53          | 15               | Gick inte vidare | Gick inte vidare |
| Emily Overholt                                                                                | 400 m medley       | 4.36,54         | 8 Q       | i.u.             | i.u.             | 4.34,70          | 5                |
| Sydney Pickrem                                                                                | 400 m medley       | 4.38,06         | 12        | i.u.             | i.u.             | Gick inte vidare | Gick inte vidare |
| Sandrine Mainville Penny Oleksiak Chantal Van Landeghem Taylor Ruck Michelle Williams[a]      | 4 × 100 m frisim   | 3.33,84 0NR0    | 3 Q       | i.u.             | i.u.             | 3.32,89 0NR0     | 3                |
| Brittany MacLean Penny Oleksiak Katerine Savard Taylor Ruck Kennedy Goss[a] Emily Overholt[a] | 4 × 200 m frisim   | 7.51,99         | 6 Q       | i.u.             | i.u.             | 7.45,39 0NR0     | 3                |
| Kylie Masse Penny Oleksiak Rachel Nicol Chantal van Landeghem Noemie Thomas Taylor Ruck       | 4 × 100 m medley   | 3.56,80 0NR0    | 2 Q       | i.u.             | i.u.             | 3.55,49 0NR0     | 5                |
| Stephanie Horner                                                                              | 10 km öppet vatten | i.u.            | i.u.      | i.u.             | i.u.             | 1:59.22,1        | 23               |

a  Simmade endast i försöksheatet men fick ändå medalj.

## Taekwondo
| Idrottare        | Gren            | Åttondelsfinaler     | Kvartsfinaler        | Semifinaer           | Återkval               | Final                | Final     |
| Idrottare        | Gren            | Motståndare Resultat | Motståndare Resultat | Motståndare Resultat | Motståndare Resultat   | Motståndare Resultat | Placering |
| ---------------- | --------------- | -------------------- | -------------------- | -------------------- | ---------------------- | -------------------- | --------- |
| Melissa Pagnotta | Damernas −67 kg | Oh H-r (KOR) L 3–9   | Gick inte vidare     | Gick inte vidare     | Chuang C-c (TPE) L 1–4 | Gick inte vidare     | 7         |

## Tennis
| Spelare                             | Gren       | Omgång 1                  | Omgång 2                                   | Åttondelsfinaler                               | Kvartsfinaler                    | Semifinaler                              | Final / BM                      | Final / BM       |
| Spelare                             | Gren       | Motståndare Poäng         | Motståndare Poäng                          | Motståndare Poäng                              | Motståndare Poäng                | Motståndare Poäng                        | Motståndare Poäng               | Placering        |
| ----------------------------------- | ---------- | ------------------------- | ------------------------------------------ | ---------------------------------------------- | -------------------------------- | ---------------------------------------- | ------------------------------- | ---------------- |
| Vasek Pospisil                      | Herrsingel | Monfils (FRA) L 1–6, 3–6  | Gick inte vidare                           | Gick inte vidare                               | Gick inte vidare                 | Gick inte vidare                         | Gick inte vidare                | Gick inte vidare |
| Daniel Nestor Vasek Pospisil        | Herrdubbel | i.u.                      | Daniell / Venus (NZL) W 4–6, 6–3, 7–6(8–6) | Elias / Sousa (POR) W 6–1, 6–4                 | Fognini / Seppi (ITA) W 6–3, 6–1 | López / Nadal (ESP) L 6–7(1–7), 6–7(4–7) | Johnson / Sock (USA) L 2–6, 4–6 | 4                |
| Eugenie Bouchard                    | Damsingel  | Stephens (USA) W 6–3, 6–3 | Kerber (GER) L 4–6, 2–6                    | Gick inte vidare                               | Gick inte vidare                 | Gick inte vidare                         | Gick inte vidare                | Gick inte vidare |
| Eugenie Bouchard Gabriela Dabrowski | Damdubbel  | i.u.                      | Jans-Ignacik / Kania (POL) W 6–4, 5–7, 6–3 | Šafářová / Strýcová (CZE) L 7–6(7–4), 2–6, 4–6 | Gick inte vidare                 | Gick inte vidare                         | Gick inte vidare                | Gick inte vidare |

## Triathlon
| Idrottare         | Gren                | Simning (1,5 km) | T1   | Cykling (40 km) | T2   | Löpning (10 km) | Totaltid | Placering |
| ----------------- | ------------------- | ---------------- | ---- | --------------- | ---- | --------------- | -------- | --------- |
| Tyler Mislawchuk  | Herrarnas triathlon | 17:31            | 0:48 | 56:23           | 0:35 | 32:33           | 1:47:50  | 15        |
| Andrew Yorke      | Herrarnas triathlon | 18:17            | 0:48 | 59:10           | 0:35 | 34:36           | 1:52:46  | 42        |
| Sarah-Anne Brault | Damernas triathlon  | 19:49            | 0:58 | 1:03.56         | 0:43 | 39:02           | 2:04:28  | 42        |
| Amélie Kretz      | Damernas triathlon  | 19:10            | 0:55 | 1:04.39         | 0:41 | 37:22           | 2:02:48  | 34        |
| Kirsten Sweetland | Damernas triathlon  | 19:11            | 0:58 | 1:04.34         | 0:45 | 38:49           | 2:04:16  | 41        |

## Tyngdlyftning
| Idrottare                   | Gren             | Ryck     | Ryck      | Stöt     | Stöt      | Totalt | Placering |
| Idrottare                   | Gren             | Resultat | Placering | Resultat | Placering | Totalt | Placering |
| --------------------------- | ---------------- | -------- | --------- | -------- | --------- | ------ | --------- |
| Pascal Plamondon            | Herrarnas −85 kg | 155      | =12       | 190      | =12       | 345    | 13        |
| Marie-Ève Beauchemin-Nadeau | Damernas −69 kg  | 98       | 11        | 130      | 8         | 228    | 9         |